# Arquitectura longobarda
|  | No s'ha de confondre amb el Romànic llombard, tot i que aquest és, en part, hereu del tractat en el present article.. |

L'arquitectura longobarda, també anomenada arquitectura llombarda, constitueix un conjunt d'obres arquitectòniques realitzades a la península Itàlica durant el regnat dels germànics longobards —també anomenats llombards— (568-774), amb una permanència residual a la part meridional de la península, la part anomenada Langobardia Minor governada per reis i ducs longobards, fins als segles x i xi.

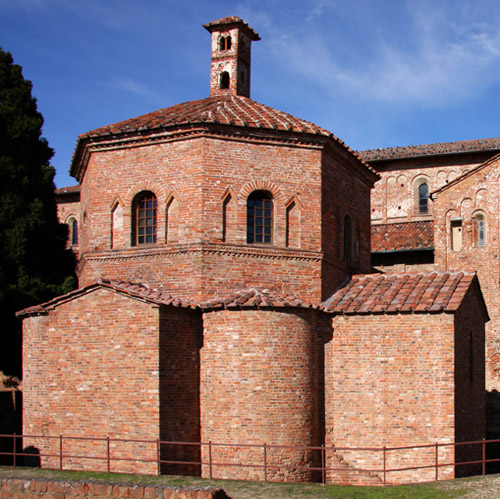
Baptisteri de Lomello (Pavia)

L'activitat arquitectònica desenvolupada a Langobardia Maior, la part septentrional de l'actual Itàlia (citada en endavant com Itàlia a seques), ha arribat als nostres dies molt fragmentada, especialment per motiu de les successives reconstruccions dels edificis sacres i profans aixecats durant els segles vii i viii. Excepte el Tempietto Longobardo de Cividale del Friuli, conservat intacte en gran part, les edificacions llombardes civils i religioses de Pavia, Monza i altres localitats han estat molt refetes en els segles posteriors. Pocs edificis han romàs íntegres, bé per haver quedat incloses en ampliacions, com l'església de San Salvatore a Brescia, o per ser perifèriques i de modestes dimensions, com l'església de Santa Maria foris portas a Castelseprio.
Testimonis força fidels a les formes originals es troben, en canvi, a la Langobardia Minor. A Benevent es conserva l'església de Santa Sofia, bona part d'un tram de la Muralla i la Roca dei Rettori, únic exemple íntegre d'arquitectura militar longobarda, mentre resten altres testimonis menors a altres llocs del Ducat de Benevent i a Spoleto.
Les principals mostres arquitectòniques supervivents d'època longobarda han estat reunides recentment en un itinerari. El conjunt forma la sèrie «Italia Langobardorum. Centri di potere e di culto (568-774)», que comprèn set llocs densos de testimonis arquitectònics, pictòrics i escultòrics de l'art longobard, la candidatura dels quals a la Llista del Patrimoni de la Humanitat de la UNESCO va estar acceptada en març de 2008 i en va ser inscrita el 26 de juny de 2011.

## Context històric

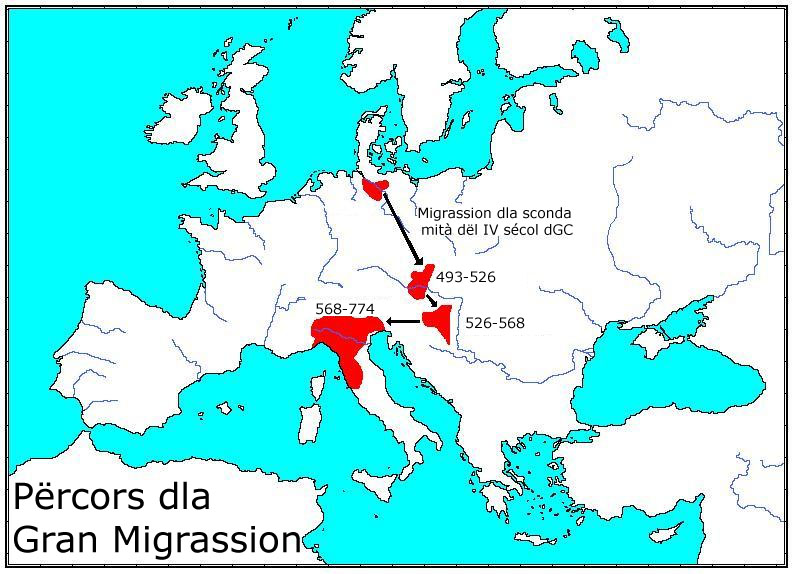
Migració longobarda

Després de la caiguda de l'Imperi Romà d'Occident, diversos pobles procedents del nord d'Europa s'instal·laren a la península Itàlica barrejant-se amb la població indígena. D'altra banda, els successors de l'Imperi d'Orient, els romans d'Orient, exerciren el control de part del territori: Vèneto, Croàcia, Bòsnia i Hercegovina.
Durant alguns segles i a conseqüència de la pressió exercida per les invasions d'huns i àvars, la tribu germànica dels longobards havien mantingut una relació molt violenta amb altres pobles germànics de l'Europa central. Els llombards creuen els Alps el 570 i el 578 ja estan instal·lats a Itàlia, tot just alliberada del domini ostrogot. Tot i que s'havien convertit al cristianisme arrià, com els gots, continuaven mantenint els seus costums ancestrals, en certa manera primitius i salvatges. Les seves lleis, codificades i ja assentades a la península Itàlica i suavitzades lleugerament pel contacte amb els romans, són les més coercitives d'entre les contemporànies i indiquen un alt nivell de criminalitat dins la seva societat. Malgrat la proximitat de Roma i l'exarcat de Ravenna els longobards continuaren aferrats a les tradicions germàniques evitant, en gran manera, les seves influències.

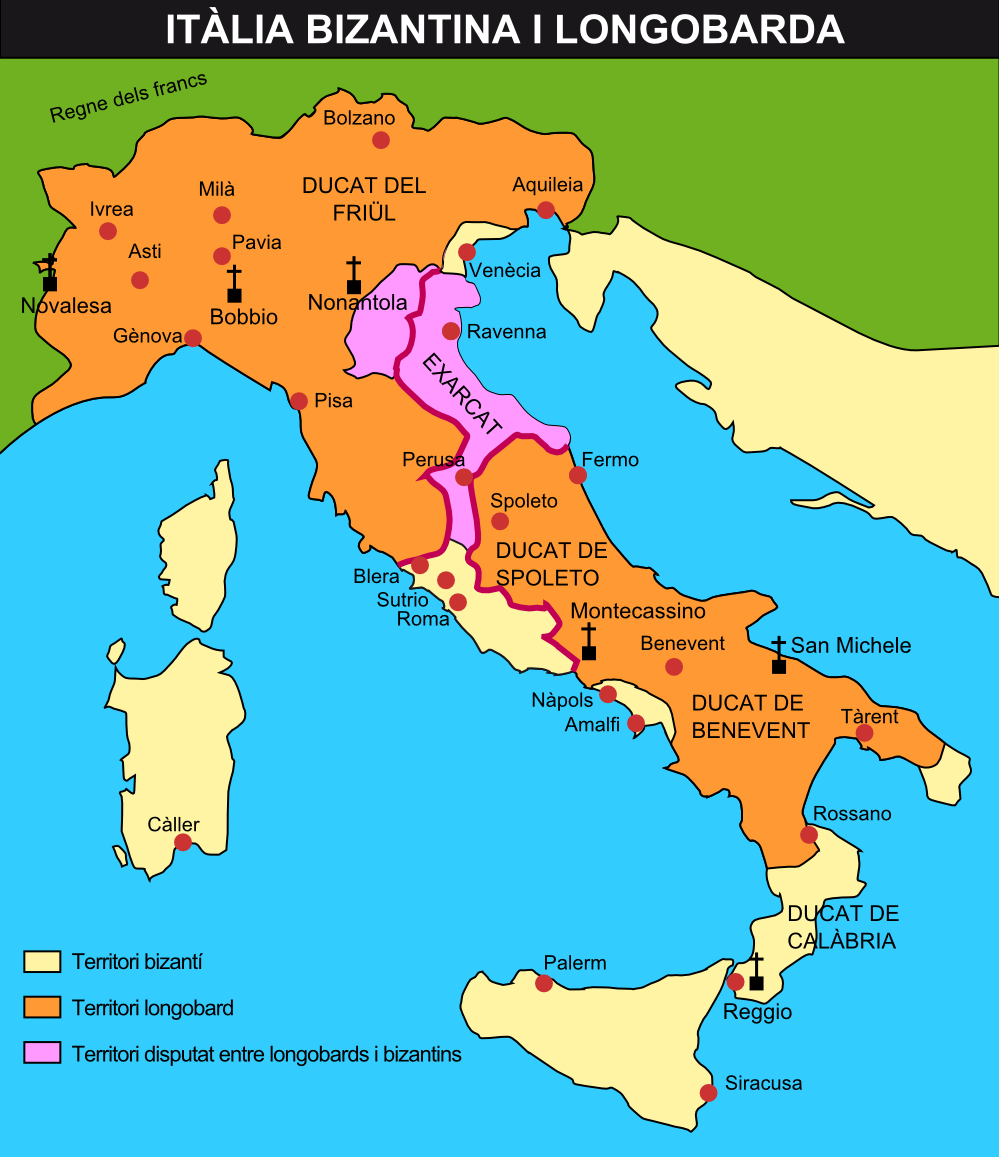
Itàlia longobarda i romana d'Orient. En taronja al NO la Langobardia Maior i al SE la Langobardia Minor

No van reeixir mai a ocupar la totalitat de la península Itàlica —el papat controlava l'àrea de Roma i un exarcat romà d'Orient el Vèneto—, ni tampoc les illes majors a ponent —Sicília, Sardenya i Còrsega (aquesta última en territori francès avui en dia)— controlades també pels romans d'Orient, i el regne de Llombardia romangué sempre repartit entre dues àrees netament individualitzades: la Langobardia Maior, corresponent a la Itàlia del nord fins a la Tuscia (l'actual Toscana) i principalment controlada pels reis establerts a Pavia, i la Langobardia Minor, en el centre i sud a excepció dels extrems de les penínsules de Calàbria i Pulla.

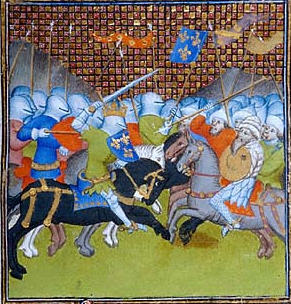
Clotari II, rei merovingi de Nèustria, lluita contra els longobards

El regne s'estructurava en diversos ducats, les tendències autonomistes dels quals perduraren fins a la caiguda del regne al 774, bé que en una progressiva regressió a favor del poder reial. Malgrat la fragmentació política, el regne fou, bàsicament, homogeni en els factors culturals. Certament, la societat longobarda mantingué característiques i línies evolutives comunes a tot el regne, afavorint el desenvolupament d'un art de trets peculiars.
Els llombards, l'elit germànica que havia pres el control del territori, van formar una restringida aristocràcia militar, la qual perseguí conscientment una política de clara segregació respecte a la gran majoria de la població, d'afinitat romana (referent a l'Imperi Romà) o catòlica. Amb el pas del temps els costums discriminadors anaren temperant-se, sobretot a partir de la conversió al catolicisme de la dinastia Bavaresa. El segle vii va estar marcat per aquesta progressiva aproximació que, paral·lelament a una àmplia barreja de les jerarquies socials, en el segle viii desembocà en una integració que, si bé que mai acomplerta, permeté la participació dels diferents components del regne en el desenvolupament de l'art llombard. Tant és així que no és possible diferenciar l'origen ètnic-cultural dels artistes.
El desenvolupament artístic de l'arquitectura religiosa, civil i militar longobarda va ser influenciat, amb múltiples contactes, per altres tradicions europees. Particularment estretes van ser les repercussions dels marcs geogràfics més propers, inicialment de derivació de models i a continuació de contaminació vers noves i originals formes expressives, la tradició paleocristiana de Roma i la romana d'Orient establerta a Ravenna. En el context europeu, es constaten iguals evolucions de models i inspiració —polítiques, però també culturals i artístiques— de l'Imperi Romà d'Orient, mentre que amb el Regne Franc els fluxos de coneixement i d'estils tingueren, sobretot, un sentit invers.

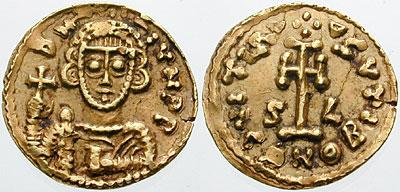
Moneda de Luitprand

Notable, en l'àmbit religiós, va ser l'empenta donada per diversos sobirans llombards —Teodolinda, Luitprand, Desideri— a la fundació de monestirs, instruments que servien alhora pel control polític del territori i d'evangelització catòlica de la població del regne. Entre aquests monestirs fundats en època longobarda, va destacar l'abadia de Bobbio, fundada per sant Columbà, avui totalment reestructurada.

## Característiques
Les edificacions més antigues erigides en època llombarda, i en particular a la capital del regne, Pavia, han resultat en gran manera destruïdes o han estat profundament alterades en èpoques posteriors. En tot cas, és possible apreciar una tendència de desenvolupament en direcció anticlàssica en les poques restes, encara visibles, i algunes reconstruccions gràfiques.
La desapareguda església de Santa Maria, a Pavia, mostrava, per exemple, una planta octogonal amb deambulatori al voltant de columnes —arquetip romà—, però la gran altura del cos central constituïa una estructura completament inèdita. De la mateixa manera, el baptisteri de San Giovanni ad Fontes de Lomello (Pavia), assenyala el distanciament de la compacitat de l'arquitectura paleocristiana mitjançant el verticalisme de l'octògon central.

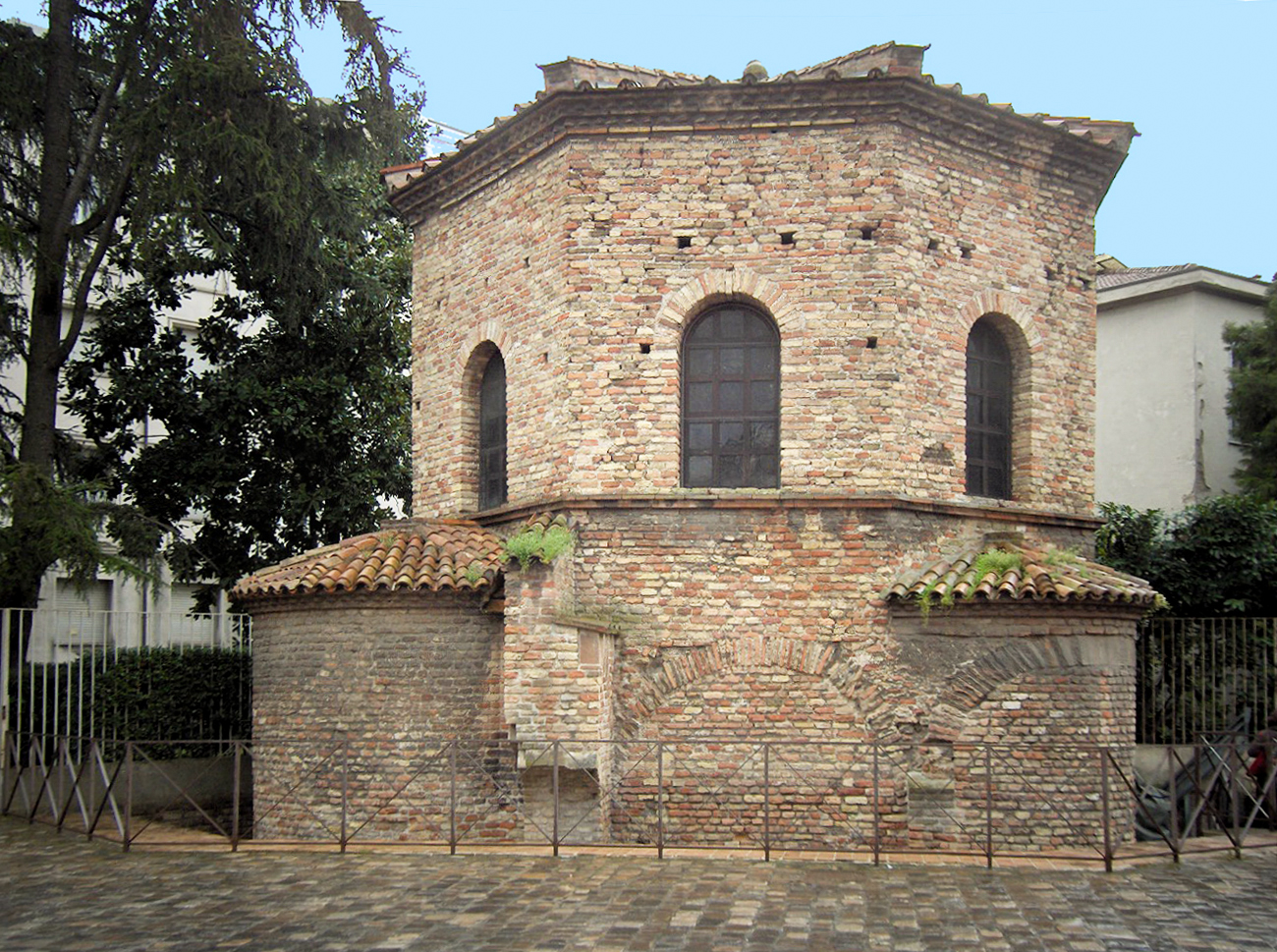
Baptisteri Arrià, Ravenna, vers 500.

Malgrat la pèrdua de gran part dels edificis construïts als segles vi i vii, les traces supervivents són suficients per confirmar l'activitat arquitectònica encarregada pels longobards, que així trobaven un mitjà per afirmar i legitimar la seva autoritat, aixecant prestigioses construccions civils i religioses tal com havien fet els romans anteriorment.
Entre els segles vii i viii, l'arquitectura longobarda evolucionà en una direcció original: es registra una represa de l'interès vers l'art clàssic, com ho demostren nombroses referències i expressions artístiques de l'àrea mediterrània. L'assumpció de diversos models, de vegades fins i tot en forma contradictòria, i el desenvolupament de noves tècniques constructives culminaren en les edificacions erigides durant el regnat de Luitprand (712-744), en particular a Cividale del Friuli. Els longobards milloraren amb el temps les diferents influències amb els seus estudis dels clàssics i demostraren un impuls vers un renaixement cultural; en el camp arquitectònic, diversos edificis llombards d'aquest període, des del templet longobard de Cividale fins al monestir de San Salvatore de Brescia, mostren traces de l'arquitectura de Ravenna.
La fundació de monestirs va rebre en aquesta època una empenta particular, ja com a manifestació de la fe dels clients, ja com a lloc de refugi de béns i, a vegades, de les mateixes persones que havien finançat la seva fundació. El rei Desideri (756-774), imitat per molts ducs, donà gran impuls a aquesta tendència de fundacions, promovent ambicioses empreses arquitectòniques, que no troben parangó a l'Europa contemporània.

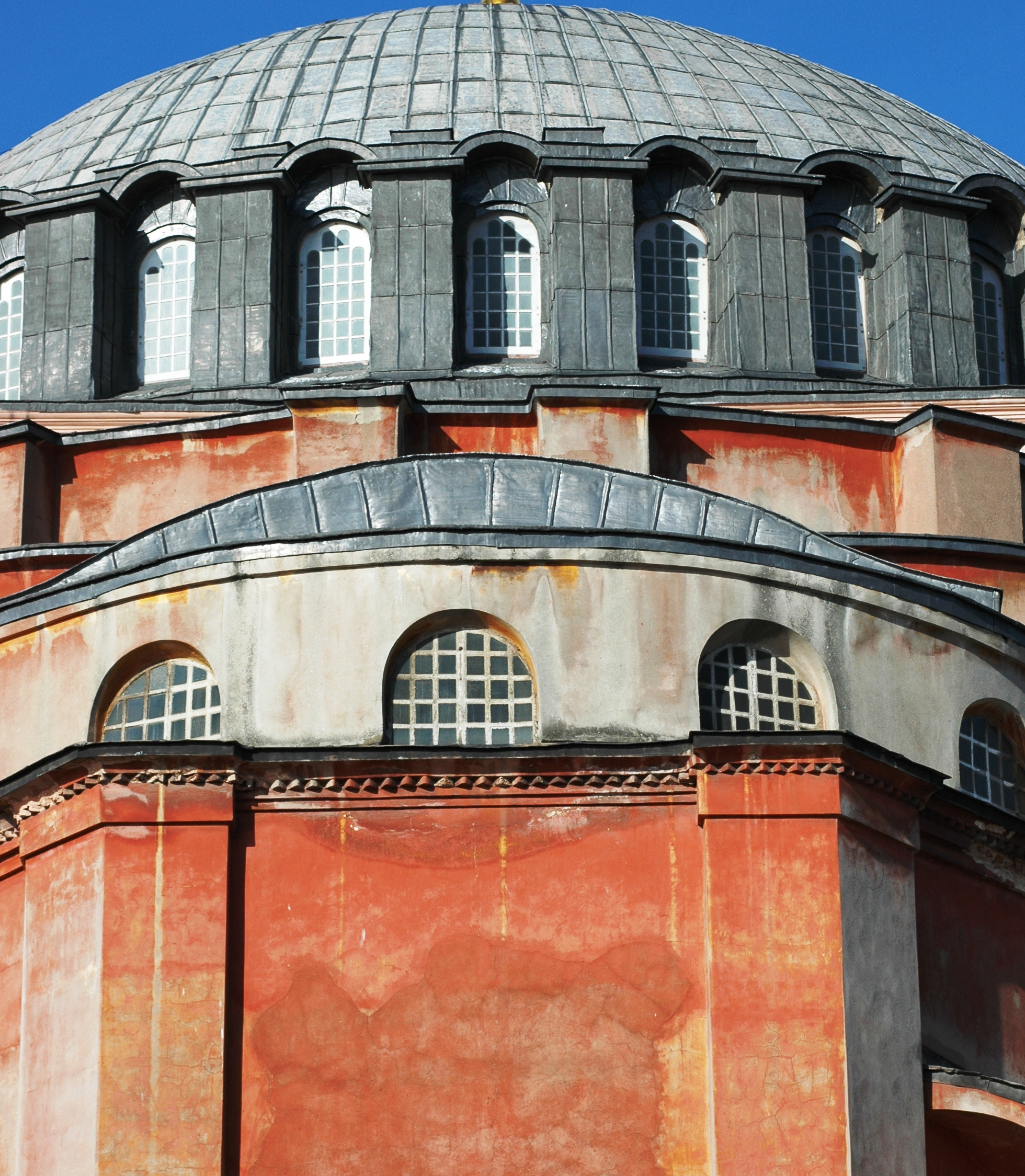
Cúpula de Santa Sofia, Constantinoble

Si a la Langobardia Maior el desenvolupament de l'art longobard va experimentar una profunda ruptura en 774, a causa de la derrota de Desideri pels francs de Carlemany i a la consegüent incorporació del Regne Longobard en l'Imperi Carolingi, a la Langobardia Minor el trajecte artístic de matriu longobarda pogué continuar desenvolupant-se durant segles, fins a l'adveniment dels normands al segle xi.
La unitat essencial de l'arquitectura longobarda es testimonia en el més rellevant edifici de la Itàlia meridional: l'església de Santa Sofia a Benevent. Erigida en el segle viii, pren clarament el model amb cos central esvelt de Santa Maria in Pertica a Pavia, però integrant elements romans d'Orient com a articulació dels volums, signe de la relació dialèctica amb diversos models culturals, i la mateixa estructura de base, que es relaciona amb la basílica de Santa Sofia a Constantinoble.
Privats d'una tradició arquitectònica pròpia, els llombards s'encomanaren a mà d'obra indígena, gràcies a l'existència d'una indústria de la construcció ja organitzada en corporacions i prou especialitzada per a garantir nivells d'execució elevats. Per aquest motiu, a la uniformitat artística general dels complexos monumentals estimada pels longobards, s'instauraren una certa diversitat de relacions amb referències diferents: a la Nèustria, foren més acusats els trets d'ascendència merovíngia, mentre que a Friül, part nord-oriental del regne, són més notables les influències romanes d'Orient, encara que amb una xarxa de referències creuades i recíproques comunes a tot Itàlia.

## Edificacions a la Langobardia Maior

### Pavia
El centre més important de la cultura longobarda va ser Pavia, capital del regne del 625 al 774 i situada a la Langobardia Maior. Però la major part dels seus edificis erigits els segles vii i viii han estat destruïts o han sofert modificacions radicals. Romanen els fragments arquitectònics conservats al Museo Civico, reconstruccions gràfiques i algunes restes in situ encara visibles.
Fundada el 677 i ara destruïda, l'església de Santa Maria in Pertica deu el seu nom a l'antiga tradició llombarda, d'ascendència pagana, d'honorar amb estaques clavades al sòl els guerrers caiguts en batalla llunyana. La seva estructura es coneix per les excavacions realitzades i per diverses representacions, entre les quals un dibuix de Leonardo da Vinci i un gravat de Veneroni efectuat el 1772, poc abans de la seva demolició. De planta circular, tenia un deambulatori que formava un anell, delimitat per sis columnes. El cos central, a diferència d'altres basíliques de planta rodona com les de Constantinoble o de Ravena, era acusadament esvelt i va ser el referent més immediat per arquitectures successives com, molt probablement, la capella palatina d'Aquisgrà o l'església de Santa Sofia a Benevent.
Un exemple longobard de la mateixa tipologia que ha sobreviscut fins avui és el baptisteri de San Giovanni ad Fontes, a la veïna ciutat de Lomello. Es tracta d'un edifici de 13 m d'altura construït al segle vii completament amb maons. La seva planta és de creu grega i quatre absidioles són disposades entre les aspes. La porta d'entrada al baptisteri es troba a ponent. El cimbori es va construir més tard, vers el segle x, amb materials menys preuats i forma vuitavada. Cada cara de la torre de creuer té una finestra de mig punt amb dues finestres cegues, més petites i amb llindes de falca, als costats. Està coronat per un alt llanternó en forma de torre quadrangular de dos pisos. El cimbori és l'element que aporta la característica diferencial a l'edificació: el seu accentuat verticalisme l'allunya dels referents paleocristians, més compactes. A l'interior, totalment revestit amb una capa de guix, la forma de creu grega amb els seus braços i els absis intercalats formen una sala octogonal, centrada per una notable font baptismal dels segles vii i viii, també de vuit costats, força malmesa.
El principal edifici religiós de Pavia d'època llombarda va ser l'església de Sant'Eusebio, construïda com a catedral arriana de Rotari (636-661) i, de seguida, punt de suport de la conversió al catolicisme dels longobards començada per Teodolinda, reina del 589 al 626, conversió recolzada a la mateixa Pavia pel rei Ariperto I (653-661) i pel bisbe Anastasio. Avui dia, del segle vii en resta la cripta, que, si bé alterada en època romànica, mostra encara alguns capitells, rars testimonis d'escultura longobarda que mostren un allunyament de l'art clàssic mitjançant formes originals inspirades en l'orfebreria.
Poques restes queden d'època llombarda de la basílica de San Pietro in Ciel d'Oro edificada, segons la tradició per Luitprand, per recollir les despulles de sant Agustí i completament reconstruïda a finals del segle xii, i poques també del Palazzo Reale, principal edificació civil de l'arquitectura longobarda de Pavia, destruït en el segle xi. Del tot perduda és l'execució llombarda de la basílica de San Giovanni Battista, construïda a iniciativa de la reina Gundeperga vers el 635, i el monestir de San Salvatore, fundat pel rei Ariperto I el 657.

### Monza

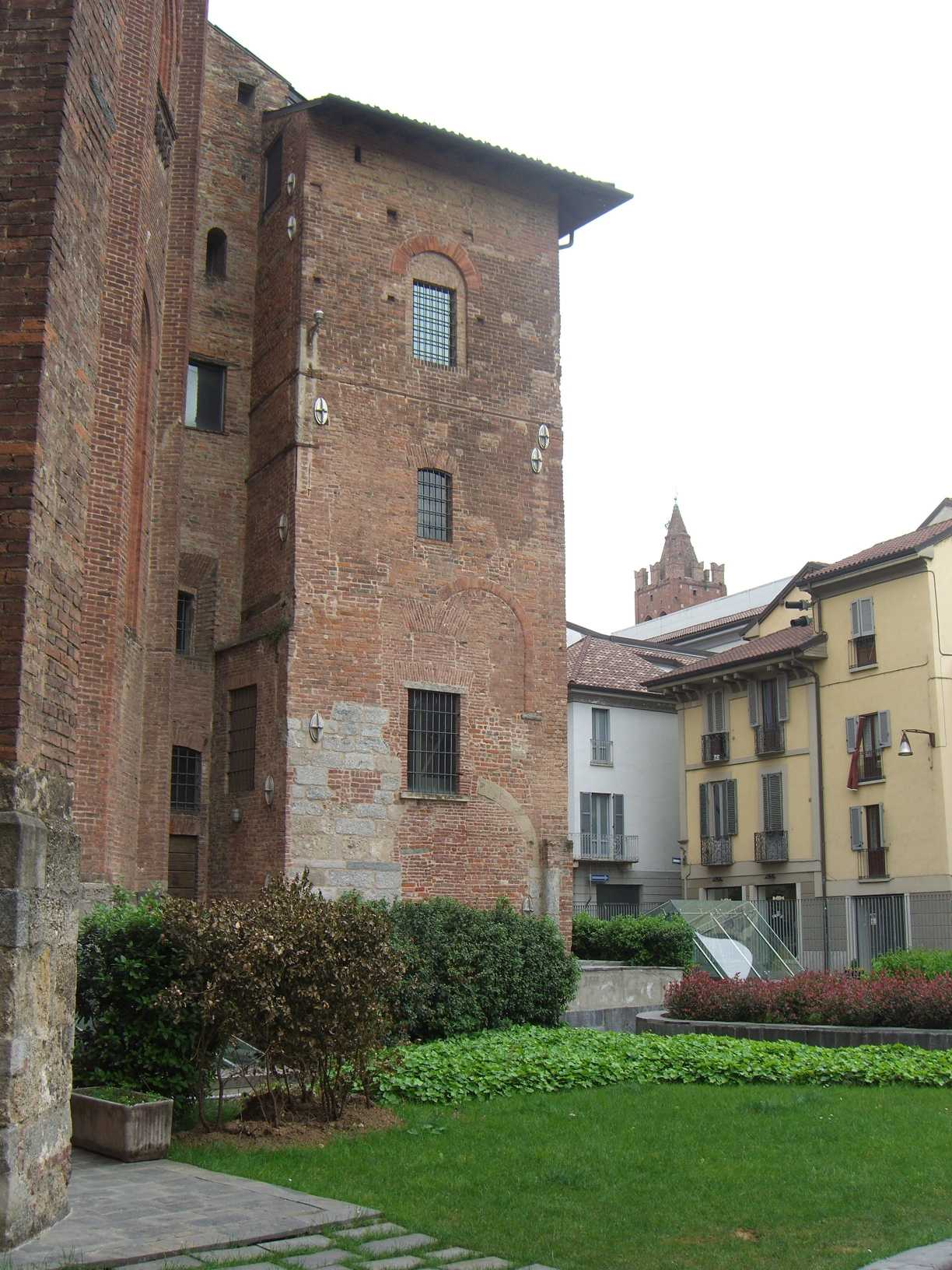
Torre longobarda

La ciutat de Monza sovint va ser utilitzada com a capital estival del reialme, sobretot a partir del regnat de Teodolinda (589-626). Aquesta sobirana, vers el 595, manà construir aquí un palau reial, per a ser usat com a residència estiuenca, i hi annexà una capella palatina dedicada a sant Joan Baptista.
Aviat, l'oratori va ser ampliat i transformat en una basílica, també dedicada al Baptista, que el 603 era ja consagrada, on l'abat Secondo di Non va batejar el fill de Teodolinda i Agilulfo, l'hereu al tron Adaloaldo, que va ser el primer rei a ser batejat seguint el ritu catòlic i no l'arrià.
Palau i capella foren completament demolides entre els segles xiii i xiv per a deixar espai a la construcció de l'actual catedral de Monza. De les edificacions longobardes han romàs tan sols una Torre, inclosa en l'absis de l'actual catedral, a més d'uns pocs materials de la construcció. Fonts escrites testimonien que la basílica era de tres naus i precedida d'un atri de quatre portes.

### Castelseprio
Demolit el complex sagrat de San Giovanni de Torí entre el 1490 i el 1492, actualment, el principal testimoni arquitectònic longobard de la Nèustria, tret de Pavia, és l'àrea arqueològica de Castelseprio (Varese), antiga i abandonada ciutadella longobarda, exemple de nexe directe amb l'arquitectura militar romana dels castrum. Després de la destrucció causada pels Visconti, a finals del segle xiii, de la fortalesa aturonada llombarda en resten només algunes traces arqueològiques, que encara permeten identificar un teixit habitable que confirma la reutilització llombarda de la preexistent ciutadella romana, i una imponent muralla.
Al segle viii es data la fundació, al costat de la muralla de la ciutadella, del Monestir de Torba; la seva església de Santa Maria, reconstruïda durant la baixa edat mitjana, conserva encara ben visibles les traces d'un campanar de planta quadrada, una cripta amb ambulacre i petites restes de frescos de la construcció originària. En canvi, es conserva bé el Torrione, àpex de la muralla; edificat amb material d'espoli tret del castrum romà, corresponent probablement a l'època del regne ostrogot, en tardana edat longobarda es va annexar al monestir, que n'ocupà les plantes primera i segona com a sepulcre i oratori. A aquesta fase es remunten els frescos, parcialment conservats, que retraten l'abadessa Aliperga, i un Jesús entre sants i apòstols amb una iconografia que recorda per determinats aspectes la del Templet de Cividale del Friuli.
El principal complex religiós de l'àrea arqueològica de Castelseprio era la basílica de San Giovanni Evangelista amb l'annex baptisteri octogonal, reestructurat pels longobards en el segle vii i avui dia en runes.
L'església de Santa Maria Foris Portas, en canvi, es troba, encara, integra. És datada per alguns autors a l'últim estadi de l'època llombarda encara que és possible que la construcció sigui una mica posterior, dels primers anys de dominació carolíngia. És l'únic edifici que ha sobreviscut a la destrucció i l'abandonament de l'antic burg fortificat, gràcies a la devoció lligada al lloc de culte. En el passat es considerava construïda entre els segles vii i viii, però anàlisis recents els daten al segon quart de segle ix. Així, tot i pertànyer a època carolingia per construcció, s'adscriu a la longobarda per concepció i continuïtat arquitectònica, prosseguida aquesta fins al segle xi. El seu aspecte extern és de rústica simplicitat. La precedeix un atri, amb un gran arc obert el segle xvii, quan se cegaren els vans originals. Està formada per una nau rectangular, no gaire llarga, amb absis a cadascun dels murs, tret del d'entrada. Els tres absis són iguals a excepció de la disposició de les finestres i d'una alteració, probablement del segle xvii, al septentrional. Estan reforçats amb subtils contraforts i les seves cobertes són semicòniques. Destaquen els frescos que decoren el seu absis, notables entre les decoracions pictòriques europees de l'alta edat mitjana.

### Bèrgam
A prop de Bèrgam, seu d'un dels principals ducats de l'Àustria, es conserven algunes traces d'antigues construccions religioses longobardes, profusament refetes en èpoques successives.
A Fara Gera d'Adda la basílica Autarena, fundada per Autari (584-590), tenia originàriament una estructura basilical amb tres naus, amb les parets construïdes amb maons; d'aquesta construcció avui només en resta l'absis central, poligonal, externament marcat per pilastres planes unides per arcs de punt rodó. Entre les lesenes centrals de l'absis s'hi van inserir subtils finestres.
A Rogno, a la Val Camonica, l'església de Santo Stefano Protomartire conserva la façana longobarda, datada al segle vii i després englobada en refets successius. Les empremtes supervivents permeten la identificació d'un portal de punt rodó, fet amb maons a la façana de pedra, sobremuntat per tres finestres, una successivament murada, també de punt rodó i fetes de maons, una al costat de l'altre i d'iguals dimensions.

### Brescia
Entre els monuments longobards de Brescia, destaca pel seu valor arquitectònic l'església de San Salvatore, inclosa en el complex conventual de Santa Giulia. El monestir de San Salvatore fou fundat el 753 pel rei Desideri, aleshores encara duc de Brescia, i per la seva dona Ansa, que designaren la seva filla Anselperga com a primera abadessa. Va ser àmpliament refet i enriquit en els segles següents, tant que al característic estil longobard s'hi han afegit nombroses tipologies arquitectòniques diferents. Del nucli originari es conserva l'estructura a tres naus dividides per columnes amb capitells, en part productes d'espoli d'obres d'època clàssica i utilitzades en el nou edifici, en part de factura romana d'Orient, en part creacions originals del mateix lloc. L'església, amb transsepte de tres absis, era completament decorat amb estucs i frescos per la seva part interna; ho era en tal manera que, junt amb el templet de Cividale, constitueix un dels exemplars de l'alta edat mitjana més rics i més ben conservats. Perduda en gran part les decoracions de la cripta i del transsepte, sí que s'han conservat parcialment peces litúrgiques de marbre.
Un altre monument arquitectònic longobard del Brescià és la Badia Leonese, antic monestir benedictí fundat per Desideri el 758 prop de Leno amb el propòsit de difondre la regla benedictina a la planura Padana. Avui, de l'antiga abadia romanen només excavacions arqueològiques, de les quals han estat recuperats diversos objectes monàstics.

### Cividale del Friuli
El monument més cèlebre i millor conservat de l'arquitectura llombarda es troba a Cividale (Udine), cap i casal de l'important ducat de Friül, i es coneix com el Templet Longobard. Testimoni del renaixement en temps de Luitprand, va ser edificat en el lloc on s'havia ubicat la seu del gastald vers la meitat del segle viii, probablement a iniciativa d'Astolfo —duc del Friül del 744 al 749 i rei dels longobards del 749 al 756—, com a capella palatina. Quan el templet és transformat en monestir, assumeix la denominació d'«Oratori de Santa Maria in Valle». Es compon d'una nau de base quadrada, amb presbiteri de tres trams sota voltes de canó paral·leles. El costat de ponent era l'antiga paret d'ingrés, on romanen conspícues restes d'una extraordinària decoració d'estucs i frescos (veure detalls), excepcionalment ben conservats. L'absis havia estat cobert per un mosaic del qual ja no en queden traces. El templet és particularment important perquè mostra la convivència de motius purament longobards, per exemple en els frisos, i una recuperació dels models clàssics, creant una mena de contínuum entre els arts clàssic, longobard, carolingi —en les feines del qual treballaven sovint mestres llombards— i otonià.
Quasi perdut del tot, encara a Cividale, és el complex episcopal del patriarca Callisto, qui, en el 737, havia traslladat a aquesta ciutat la seu episcopal d'Aquileia. El complex era constituït per un conjunt d'edificacions que incloïen la basílica, el baptisteri de San Giovanni Battista i el palau patriarcal. Les excavacions arqueològiques només han pogut restituir algunes poques traces de les obres arquitectòniques, però han permès de recuperar algunes de les manufactures més refinades de l'escultura longobarda, com la font baptismal del patriarca Callisto i l'Altar del duc Ratchis —net de Luitprand, duc de Friül i rei dels longobards.

## Edificacions a la Langobardia Minor

### Benevent
Principal centre polític i cultural de la Langobardia Minor, Benevent —capital del ducat homònim i principat des del 774— conserva alguns dels vestigis arquitectònics millor conservats, gràcies també a l'autonomia dels prínceps longobards fins al segle xi.
Encara fidel a la planta original es manté l'església de Santa Sofia, fundada per Arechi II, duc i príncep de Benevent (758-787). La construcció d'un edifici religiós de fort impacte monumental era part de la seva política de prestigi, la qual es desenvolupava, entre d'altres, a través del mecenatge arquitectònic. Santa Sofia es caracteritza per una planta central amb una original estructura, amb nínxols estelats i tres absis. Les seves referències artístiques són múltiples: d'una banda, el cos central esvelt denota la tradició pròpia dels longobards, ja afermada a Pavia a l'església de Santa Maria in Pertica, d'altre, l'articulació dels volums palesen els contactes dialèctics amb l'arquitectura romana d'Orient. Les aspiracions monumentals d'Arechi II es traduïren en una estructura complexa, caracteritzada per una planta central, irregular pels lòbuls dels tres absis i simètrica respecte a l'eix del pòrtic d'entrada, amb nínxols estelats als peus, i els absis a la capçalera. Sis columnes formen un hexàgon central envoltat, aquest, per un decàgon assenyalat per sengles columnes, i rodejat, tot, pels murs de l'edifici. Columnes i murs delimiten dos deambulatoris. Les bases i capitells de les columnes són exemple de reutilització de materials d'espoli d'època clàssica acuradament seleccionats. D'altra banda, s'han conservat notables restes de frescos amb imatges religioses a les parets.
Annex a Santa Sofia hi havia un monestir femení, completament reestructurat en època romànica. De l'edificació llombarda només es conserven algunes traces al claustre.
Benevent conserva encara un ample tram de la muralla i la Rocca dei Rettori, únics exemples íntegres sobrevivents d'arquitectura militar longobarda.
Amplis trams de la muralla longobarda inclouen porcions supervivents de la muralla romana amb algunes portes, com la Port'Arsa, oberta sobre l'antiga via Àpia. Es conserven torres, no integres, que s'hi intercalaven; entre elles la Torre della Catena refeta en època llombarda i, potser, la millor de les conservades. La muralla va ser alçada entre els segles vi i vii i ampliada en el VIII per Arechi II. Els fonaments es constitueixen de blocs de pedra calcària i tova, mentre la part més enlairada és d'opus incertum de còdols de riu lligats amb morter, amb inclusions irregulars de maons i carreus recuperats d'espolis d'edificacions més antigues.
La Roca dei Rettori era la fortalesa més elevada de la ciutadella de Benevent. De l'època longobarda roman la torre angular, mentre la resta del castell és el resultat de successives reformes. El Torrione (com es coneix la Roca dei Rettori), amb 28 m d'altura, és l'únic supervivent de la construcció original; té planta poligonal i, a les seves parets s'observen pedres provinents d'edificis d'època romana. Bífores ogivals s'obren a l'exterior i, al terrat, s'eleven dos torrellons.

### Altres del Ducat de Benevent
A la península del Gargano, a Foggia (Pulla), es troba el santuari de San Michelle Arcangelo, del qual s'ha conservat la cripta de factura llombarda. Fundat abans l'arribada dels longobards però adoptat per aquests com a santuari nacional a partir de la conquesta del territori, a finals del segle vii. Després de la conversió al catolicisme, aquests guerrers germànics van atorgar una particular veneració a l'arcàngel Miquel, al qual atribuïen virtuts guerreres abans associades al deu Odin, el qual era percebut particularment proper als mites de l'origen dels llombards.
Els longobards hi efectuaren importants obres de reestructuració i ampliació, entre aquestes la cripta, l'única pervivent. Va servir d'atri de la cova santa fins a les reformes angevines del segle xiii, que deixaren aquest àmbit bloquejat fins a les excavacions efectuades entre 1949 i 1960. Avui dia la cripta allotja el Museo lapideo, amb obres pètries dels segles vii al xv.
Amb una llargària de seixanta metres, l'obra longobarda s'efectuà en dues fases consecutives a finals del segle vii i inicis del VIII, com s'interpreta per algunes inscripcions a les parets. Quedà dividida en dos quan, amb les modificacions dels anys 1270-1275, es construí un mur per sostenir la nova portada de l'església superior. La primera fase apareix com una porxada, formada per vuit trams amb voltes de canó. En la segona fase es construeixen dues grans naus, que devien ser cobertes per voltes de mig punt reforçades amb arcs torals, en els quals hi havien dues escales, una d'elles desapareguda, que donaven accés a una sala amb absis i altar, i nombroses inscripcions als paraments. Durant unes feines efectuades el 1975 es descobrí una cel·la amb dues sepultures, una de les quals sense obrir, amb la tapa de morter i amb una creu incisa del segle vii.
A Alvignano (Campània), dins els límits de l'antic ducat de Benevent, la basílica de Santa Maria di Cubulteria és un exemple de síntesi entre els estils longobards i romans d'Orient. Erigida entre els segles viii i ix sobre les restes d'un temple romà, és de tres naus separades per pilastres en maons sobremuntats d'arcuacions de punt rodó. L'interior, extremadament lineal, es tanca amb un absis cec semicircular, mentre a l'exterior la façana es caracteritza per un pròtir —espai cobert precedent a l'entrada— i per portes i finestres amb arcs de punt rodó, tot sempre en maons.

### Spoleto
A Spoleto (Perusa), seu de l'altre gran ducat de la Langobardia Minor, l'aspiració monumental dels seus ducs longobards es manifesta en les importants reformes del segle viii a l'església de San Salvatore, que ja era basílica cristiana en els segles iv i v. De la façana original del segle viii, guarnida amb lesenes i dividida en dos ordres, s'ha perdut la rica decoració, a excepció dels marcs de les finestres i dels tres portals esculpits amb motius clàssics. De tres naus, té un presbiteri tripartit amb el tram central cobert per una volta octogonal. L'interior ha perdut la decoració original d'estucs i pictòrica, però conserva el ric entaulament amb fris dòric, impostat sobre columnes dòriques a la nau i corínties al presbiteri.
A prop de Spoleto, a Campello sul Clitunno, sorgeix el templet de Clitunno. En aquest cas, a diferència d'altres arquitectures longobardes, els ornaments esculpits són originals i no reutilitzacions d'elements d'edat romana. La factura d'aquests ornaments, però, s'insereixen perfectament en el marc de l'escultura romana, tant que fins i tot Palladio cregué que el templet fos una obra original de l'edat imperial. La presència d'una creu al centre del timpà, coherent i integrada a la resta de la decoració esculpida, sembla desmentir-ho. És un petit santuari corinti tetràstil amb pronaos, enriquit amb dues portes laterals, construït vers els segles iv i v; sobre tres costats corre un arquitrau amb una invocació a Déu en caràcters majúsculs quadrats romans, raríssim exemple d'epigrafia monumental altmedieval.

## Altres elements longobards

### Frescos del Tempietto Longobardo a Cividale
Columnes i mènsules corínties separen i suporten tres voltes paral·leles decorades amb pintures al fresc representant passatges del Nou Testament.
- Sants adorant Jesucrist
- L'adoració dels Reis Mags d'Orient
- Crist assegut en el tron del món
- Mur decorat amb una Anunciació

### Plúteus de la basílica d'Aquileia
Aquests elements, constituïts generalment per lloses pètries decorades amb baixos relleus, es col·locaven en la part inferior d'intercolumnis o, en edificis religiosos medievals, ubicats de tal manera que separen diferents àmbits de l'espai de culte.
- Plúteus.
- Plúteus.
- Plúteus.
- Detall.

### Altres elements decoratius
- Complex monumental de la basílica de Santo Stefano a Bolonya, conegut també com Le sette chiese. Al centre del «Cortile di Pilato» hi ha l'anomenat «Catino di Pilato» (a la foto), del segle viii, amb una inscripció amb el nom dels reis Luitprand i Ilprando i del bisbe Barbato.
- Plúteus ornamental, Romano d'Ezzelino (Vicenza).
- Antependi del segle viii o ix amb elements vegetals, animals i simbòlics, entre aquests un tetramorf amb sant Mateu representat per un paó.
- Paó en una llosa de marbre del segle viii a San Salvatore, Brescia.